# Kostel svaté Máří Magdalény (Liberec)
Kostel svaté Máří Magdalény (nazývaný též Jubilejní kostel) je bývalý kapucínský klášterní kostel. Byl postaven v letech 1908–1911 v novobarokním slohu s prvky secese. Nachází se v Liberci v Jungmannově ulici, na rozhraní městských částí Nové Město a Jeřáb. Od roku 1966 chráněn jako kulturní památka.

## Popis

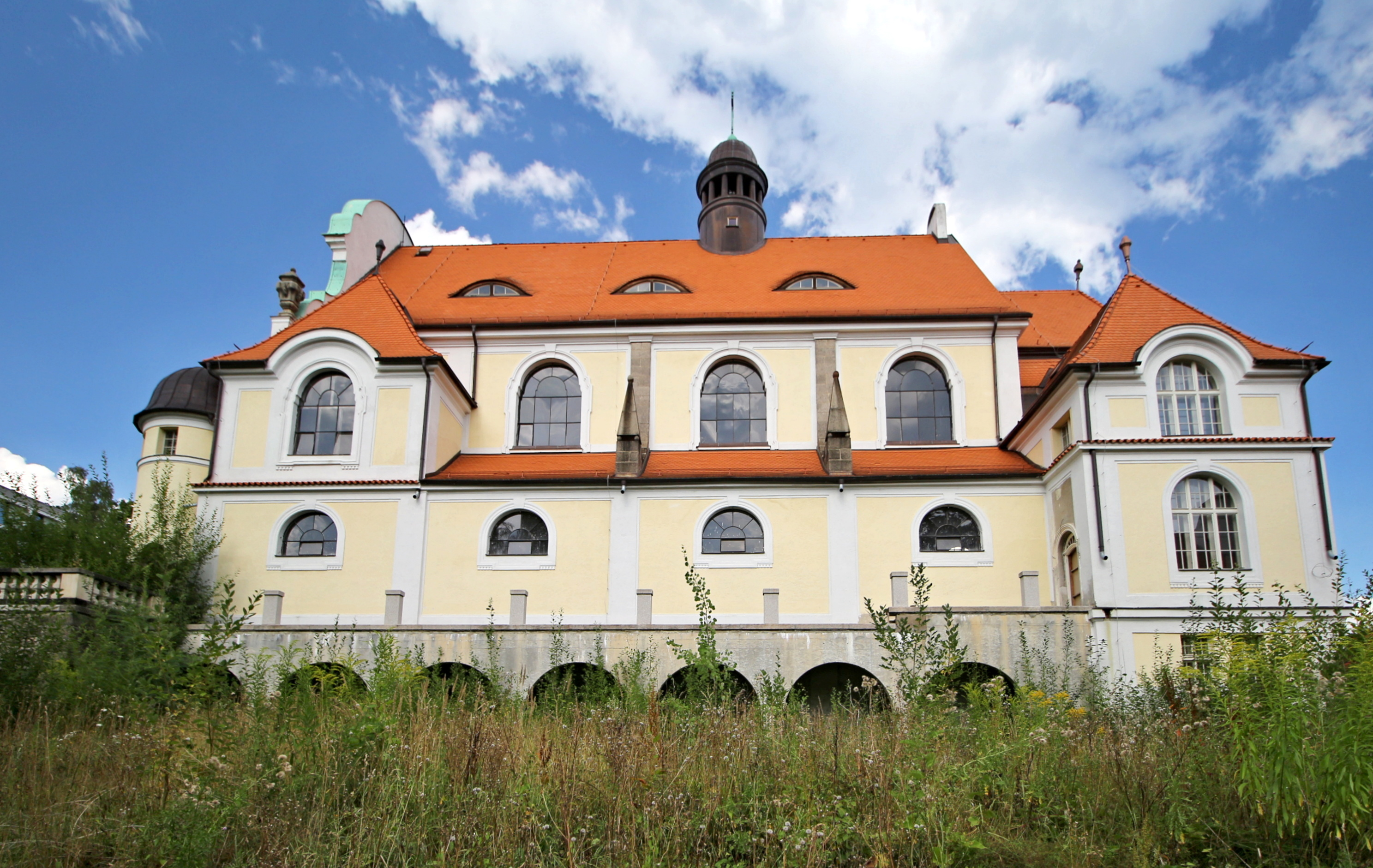
Jihozápadní strana kostela

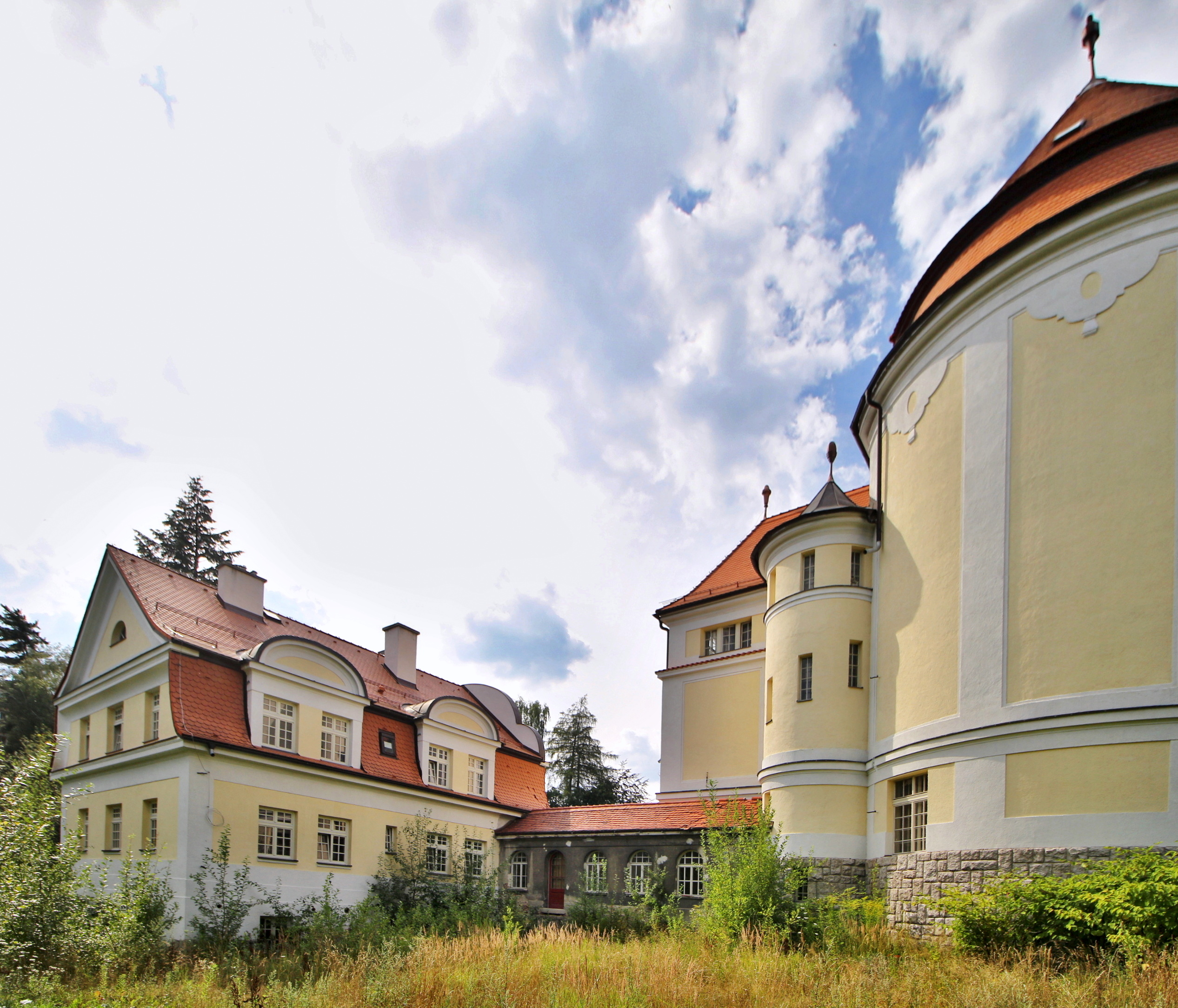
Budovy kláštera a zadní strana kostela

Objekt kostela působí poněkud neobvyklým dojmem. Prostorná klenutá loď kostela je 28 m dlouhá a 20 m široká, na jihovýchodním konci zakončená půlkruhovým kněžištěm a dvěma sakristiemi. Po obou stranách lodi se nachází trojice kaplí, místo hlavní věže má jen secesně tvarovaný sanktusník. Při jižní straně kostela byl vybudován nevelký klášter řádu menších bratří (kapucínů).

## Historie
V místě dnešního kostela, při cestě z Františkova do centra Liberce, stávala kaple Zvěstování Panny Marie z roku 1735. Výstavba nového kostela byla naplánována v roce 1908, v době oslav šedesátého výročí panování císaře Františka Josefa I., proto bývá kostel často označován také jako Jubilejní (Jubilejní kostel císaře Františka Josefa, německy Kaiser Franz Joseph Jubiläums-Kirche).
Poloha stavebního pozemku na úpatí Keilova vrchu nebyla vzhledem ke svažitosti terénu pro stavbu této velikosti a významu příliš vhodná. Přesto si s ní stavitel Albert Hübner a architekti Max Kühn a Heinrich Fanta poradili.
Kostel byl vysvěcen dne 11. června 1911 rukou litoměřického biskupa Josefa Grosse. Na jižní kostela straně byl později přistavěn kapucínský klášter obklopený zahradou. V době socialismu sloužil klášter jako mateřská škola.
Chrám byl za socialismu využíván jako sklad národního podniku Kniha, pak jako depozitář, později jako obytná vila a následně byl na několik desítek let ponechán svému osudu.

## Rekonstrukce
V roce 2006 poničený kostel od církve koupila společnost Iberus. O pět let později obecně prospěšná společnost GEPO zahájila jeho rekonstrukci – náklady byly odhadovány na 64 milionů korun, z nichž 56 milionů měla zaplatit dotace Evropská unie. Později však vyšlo najevo, že společnost nevyvíjela žádnou činnost a že cena rekonstrukce byla uměle navýšena. Skutečná potřebná částka se měla pohybovat kolem 39 milionů korun.
V případu je obviněno 18 lidí, mj. liberecký hejtman Martin Půta nebo podnikatel a iniciátor projektu Jiří Zeronik. Ten je také zakladatelem společnosti GEPO, která firmě Metrostav, jež kostel opravovala, dluží přes 43 milionů korun. Rekonstrukce tak zůstala nedokončena, stavba je zakonzervována.

## Galerie

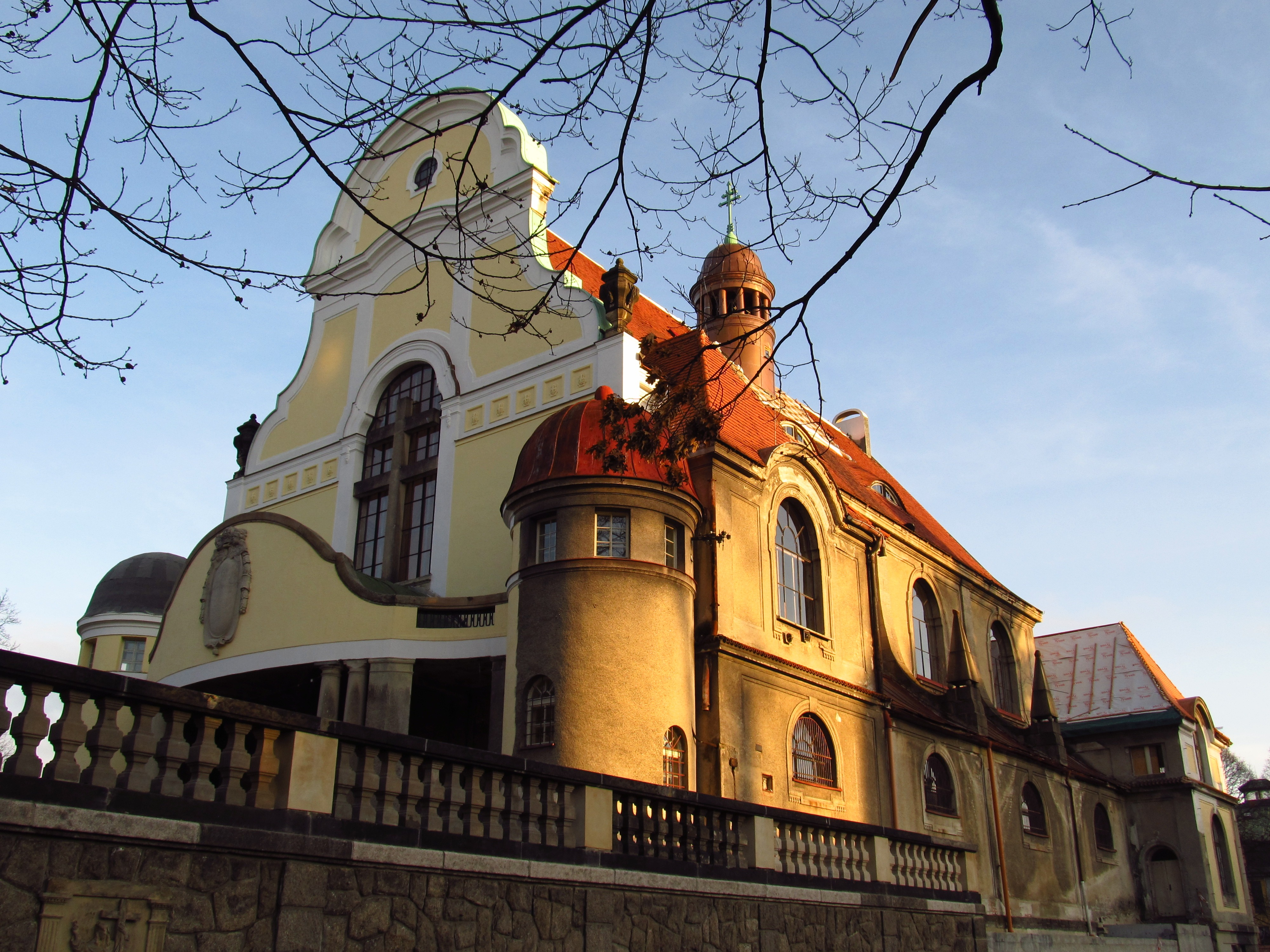
Stav z konce roku 2012. Po částečné rekonstrukci, opravené průčelí.
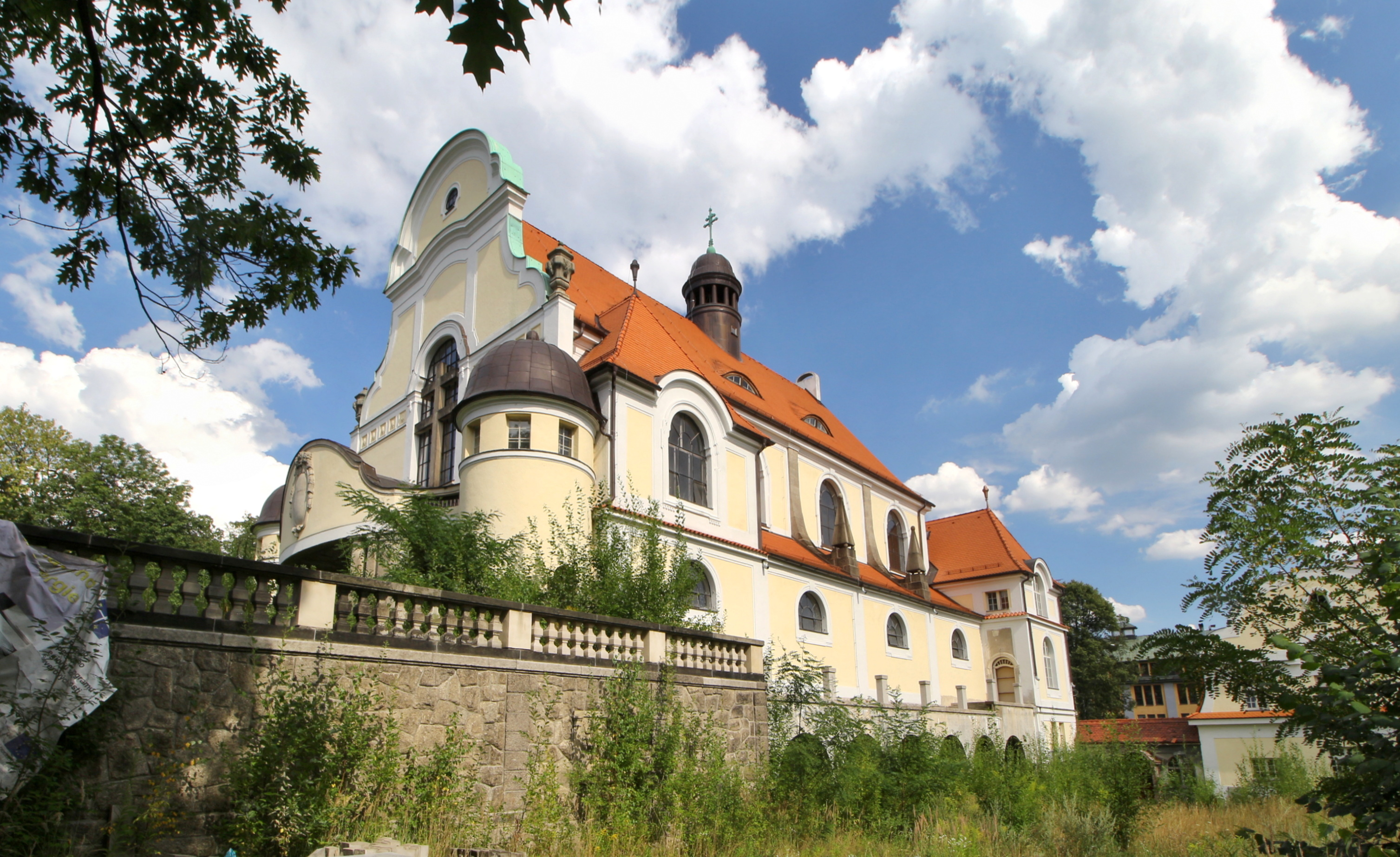
Stav z léta 2018
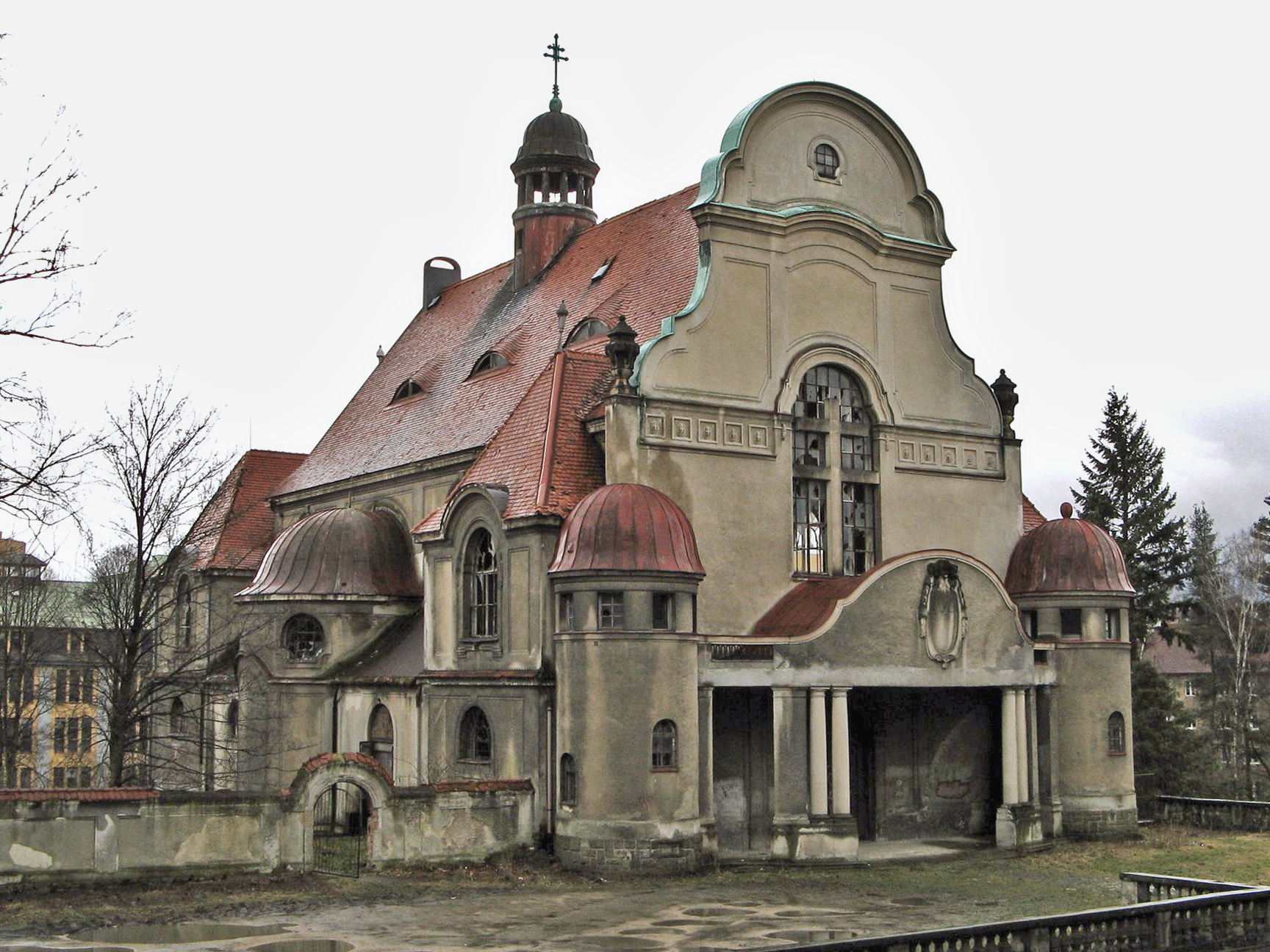
Poničený kostel před rekonstrukcí (2007)
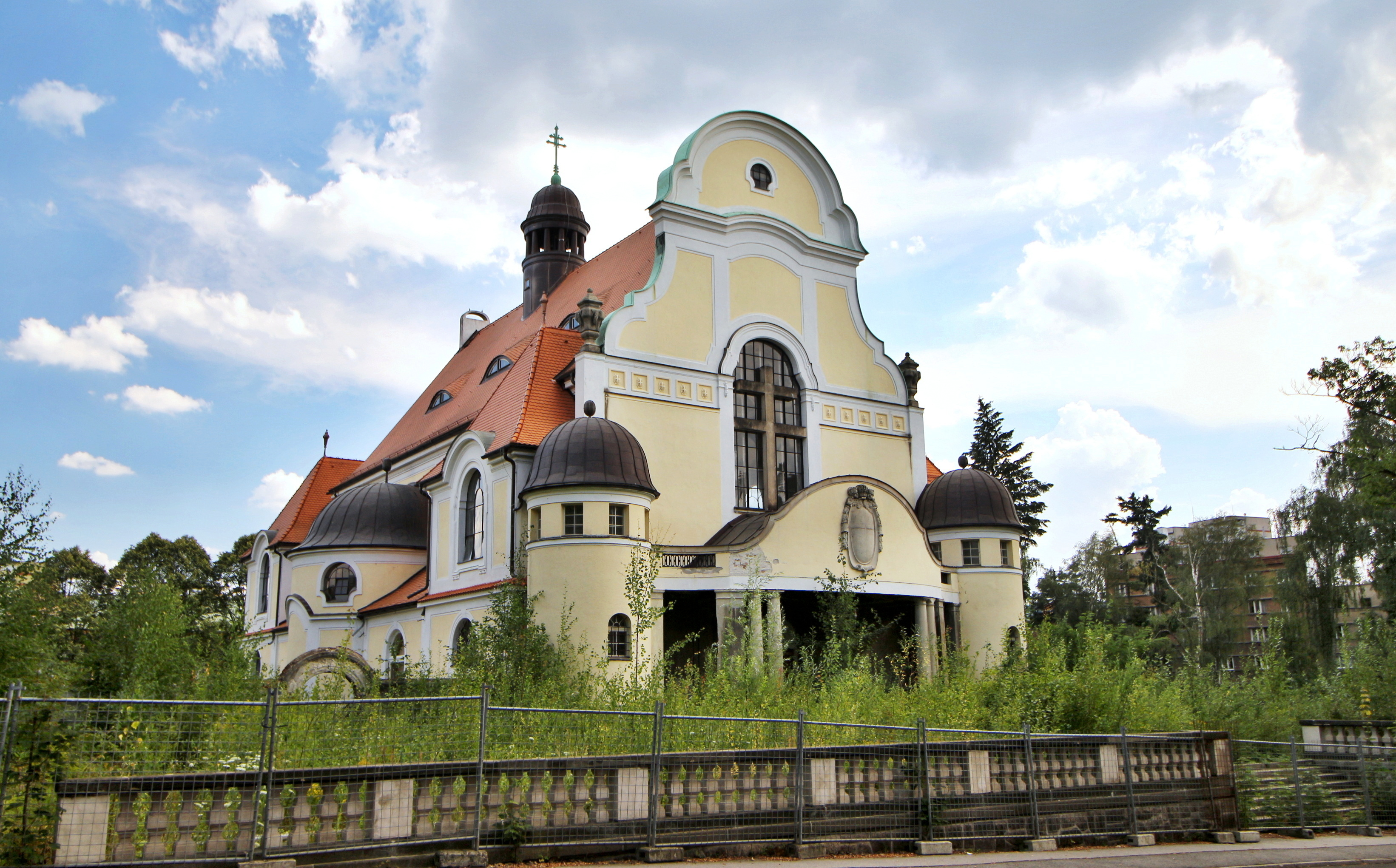
Kostel po rekonstrukci (2018)
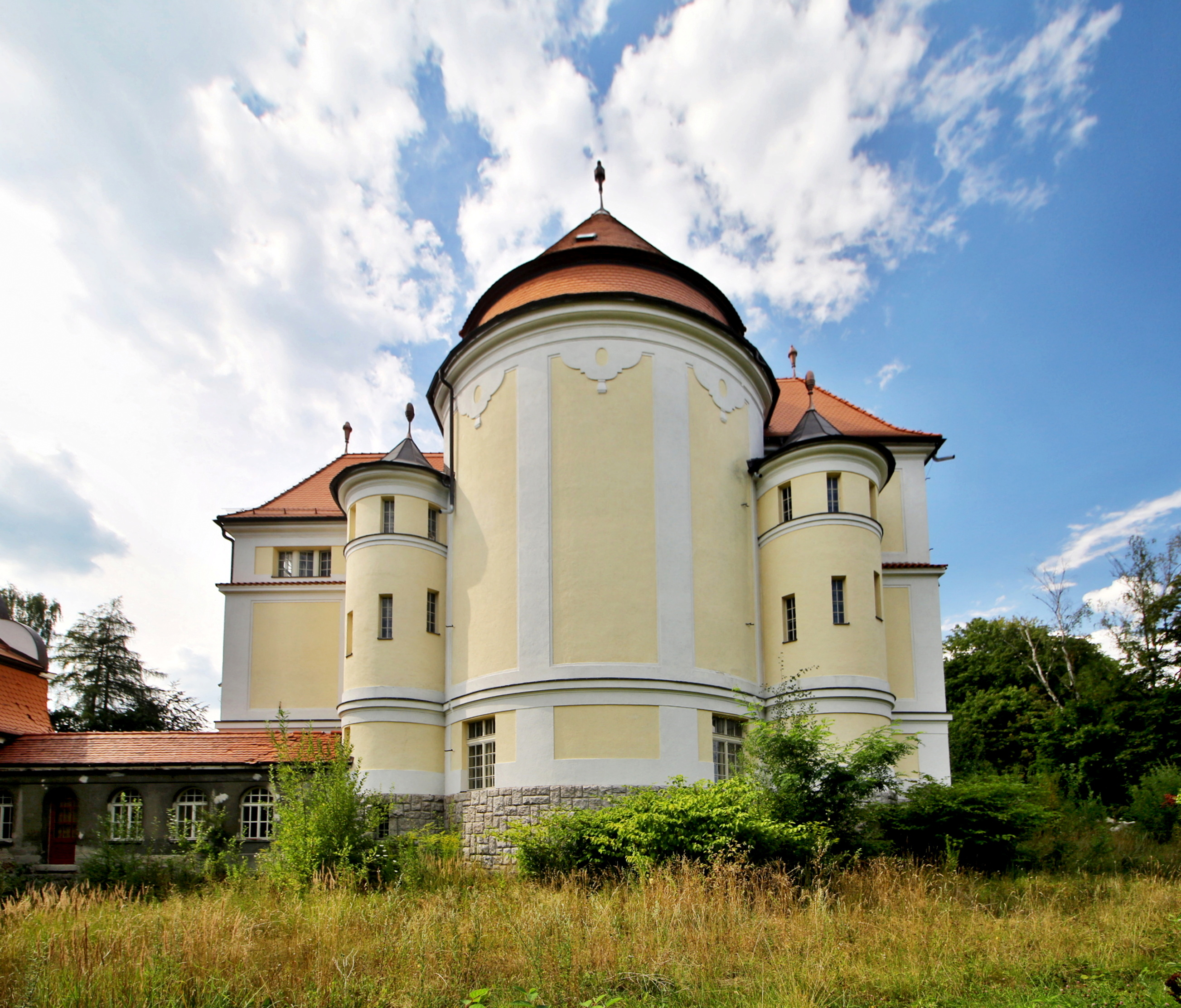
Závěr kostela